# Jakub Wehrenberg
Jakub Wehrenberg (* 24. srpna 1974 Vsetín) je český filmový a divadelní herec, dabér, režisér, moderátor a hudebník (člen skupiny Hamleti).
V roce 1987 se objevil ve filmu Páni Edisoni v hlavní roli Jakuba Máši po boku Jiřího Stracha. V roce 1988 nastoupil na Pražskou konzervatoř, jeho spolužáci byli např. Aleš Háma, Tereza Pergnerová, Kateřina Kaira Hrachovcová nebo Adéla Gondíková.
Proslavil se zejména jako představitel Kvida ve filmovém zpracování stejnojmenného románu Michala Viewegha Báječná léta pod psa a účinkováním v televizním seriálu Zdivočelá země, kde ztvárnil postavu Jerryho. Společně s Hanou Vítovou moderoval cyklus České televize Kde bydlely princezny (2010). Jako divadelní herec účinkuje v muzikálech v divadle Broadway a v divadle Hybernia.
V dabingu ztvárnil mimo jiné také postavu Sheldona Coopera v americkém sitcomu Teorie velkého třesku. V dabingu začínal v seriálu M.A.S.H. Je jedním z režisérů seriálu Ulice, v němž ztvárnil roku 2018 i menší roli.
Má dceru Kateřinu Amélii Wehrenbergovou (* 7. 5. 2005, Praha, Česko).